# Kerfot
Kerfot är en kommun i departementet Côtes-d'Armor i regionen Bretagne i nordvästra Frankrike. Kommunen ligger i kantonen Paimpol som tillhör arrondissementet Saint-Brieuc. År 2022 hade Kerfot 634 invånare.

## Befolkningsutveckling
Antalet invånare i kommunen Kerfot
Referens:INSEE